# Eikenpijlstaart
De eikenpijlstaart (Marumba quercus) is een vlinder uit de familie van de pijlstaarten. De soort komt verspreid over Zuid-Europa, Noord-Afrika, het Nabije Oosten en Mesopotamië voor. Uit Nederland is één waarneming van een zwerver bekend.
De vlinder heeft een spanwijdte van 85 tot 125 millimeter, het vrouwtje is wat groter dan het mannetje. De imago neemt geen voedsel tot zich. De waardplanten zijn diverse soorten eik, met name droogbladige soorten als de kurkeik en steeneik.

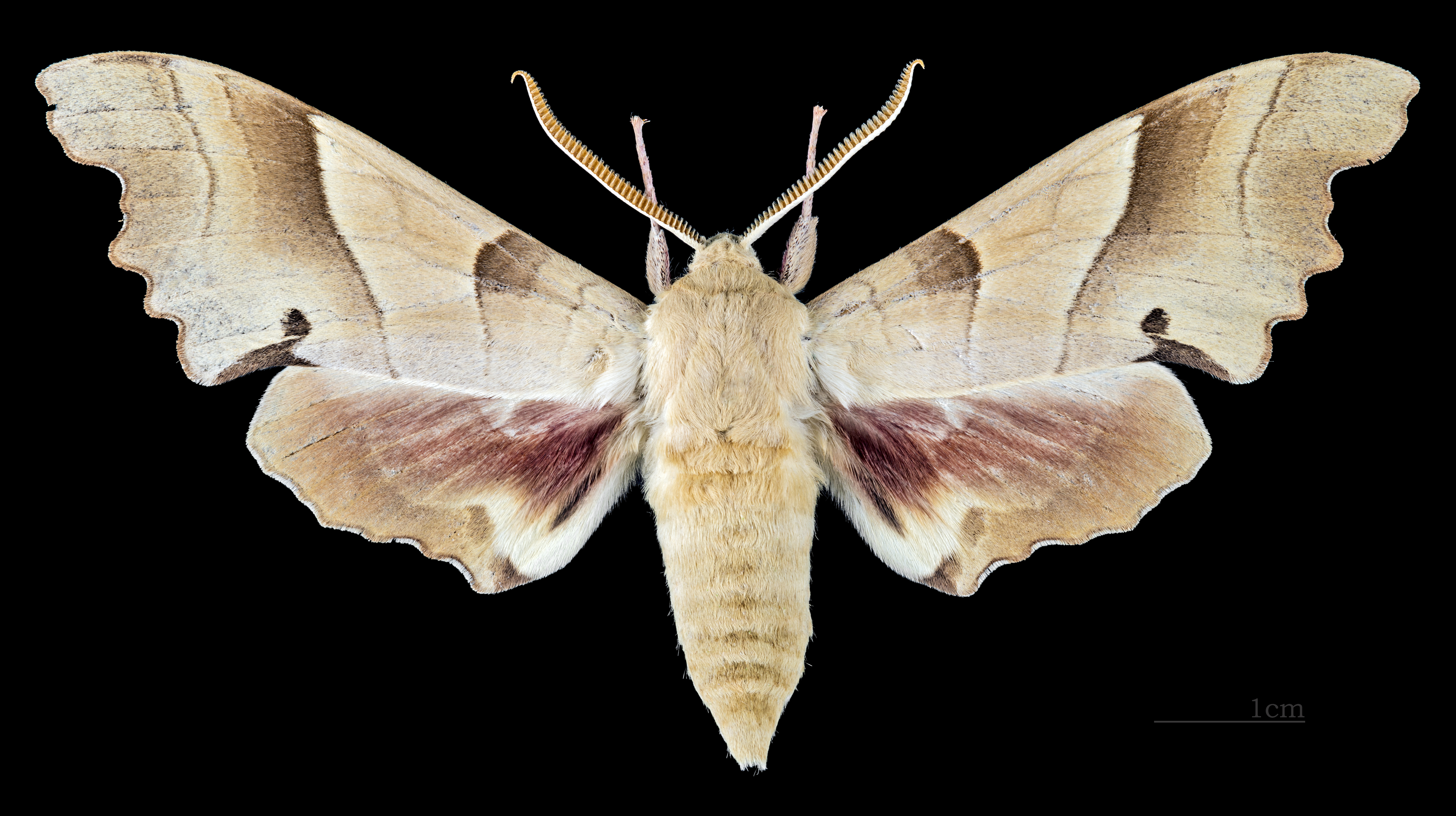
♂
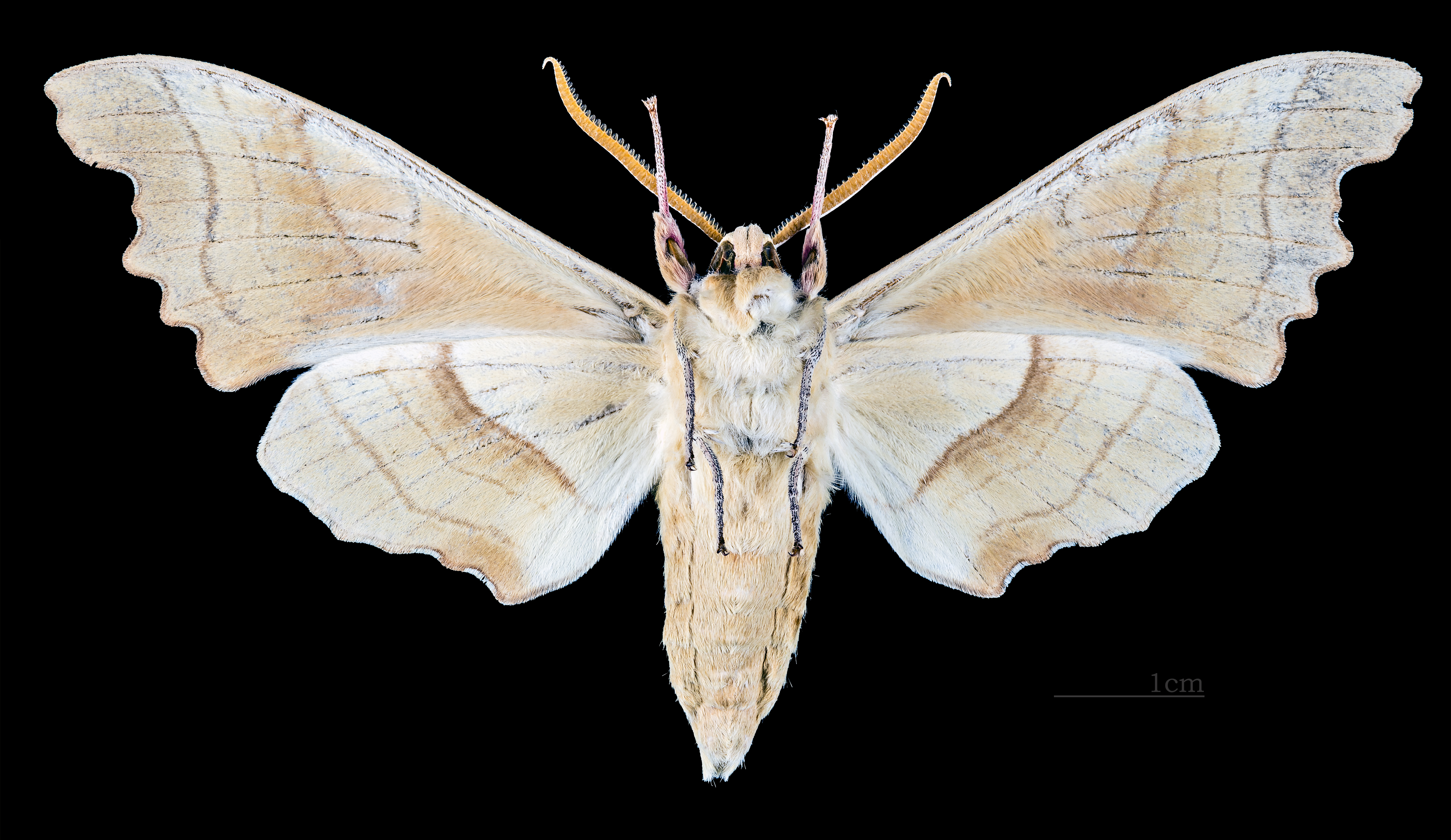
♂ △
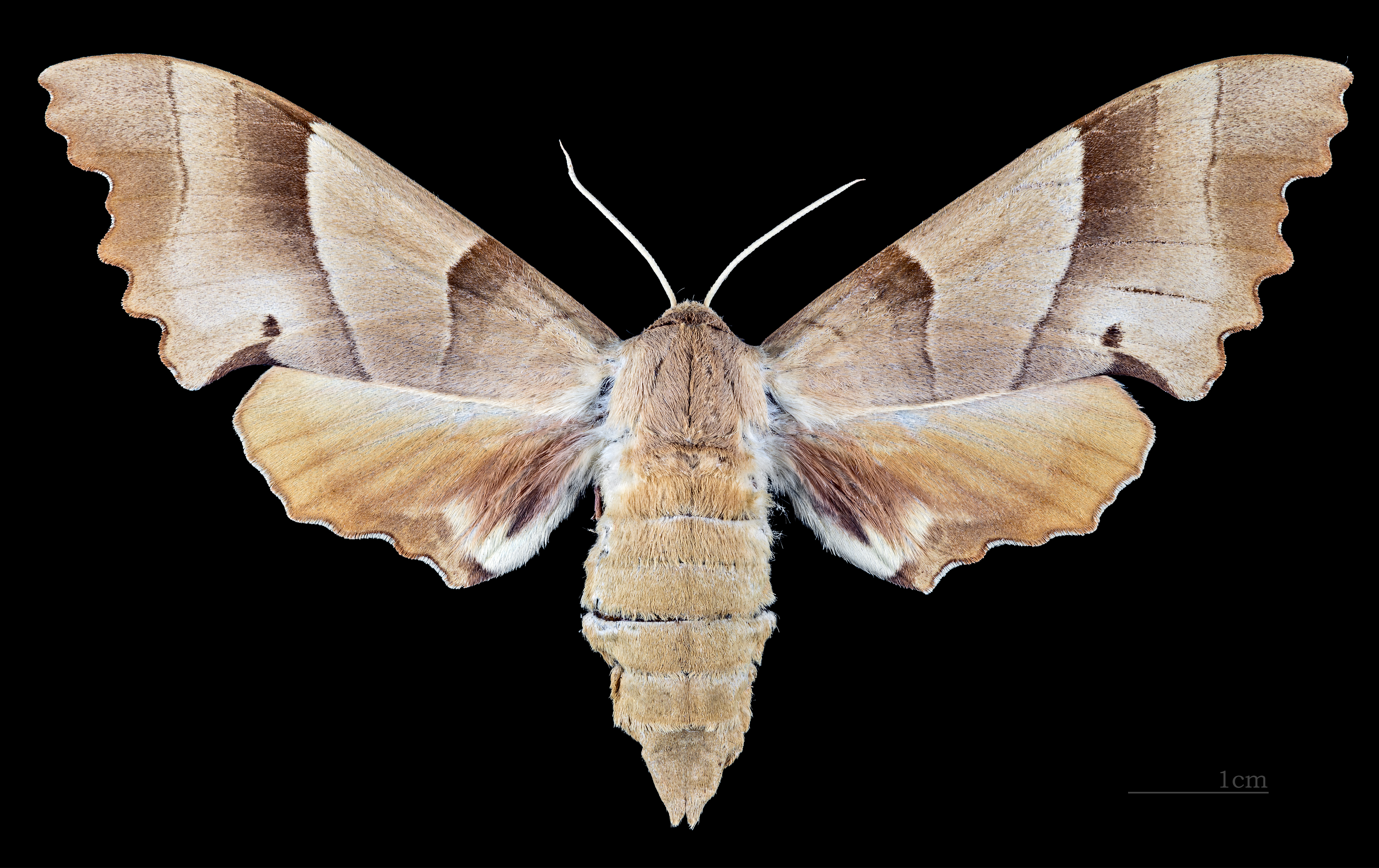
♀
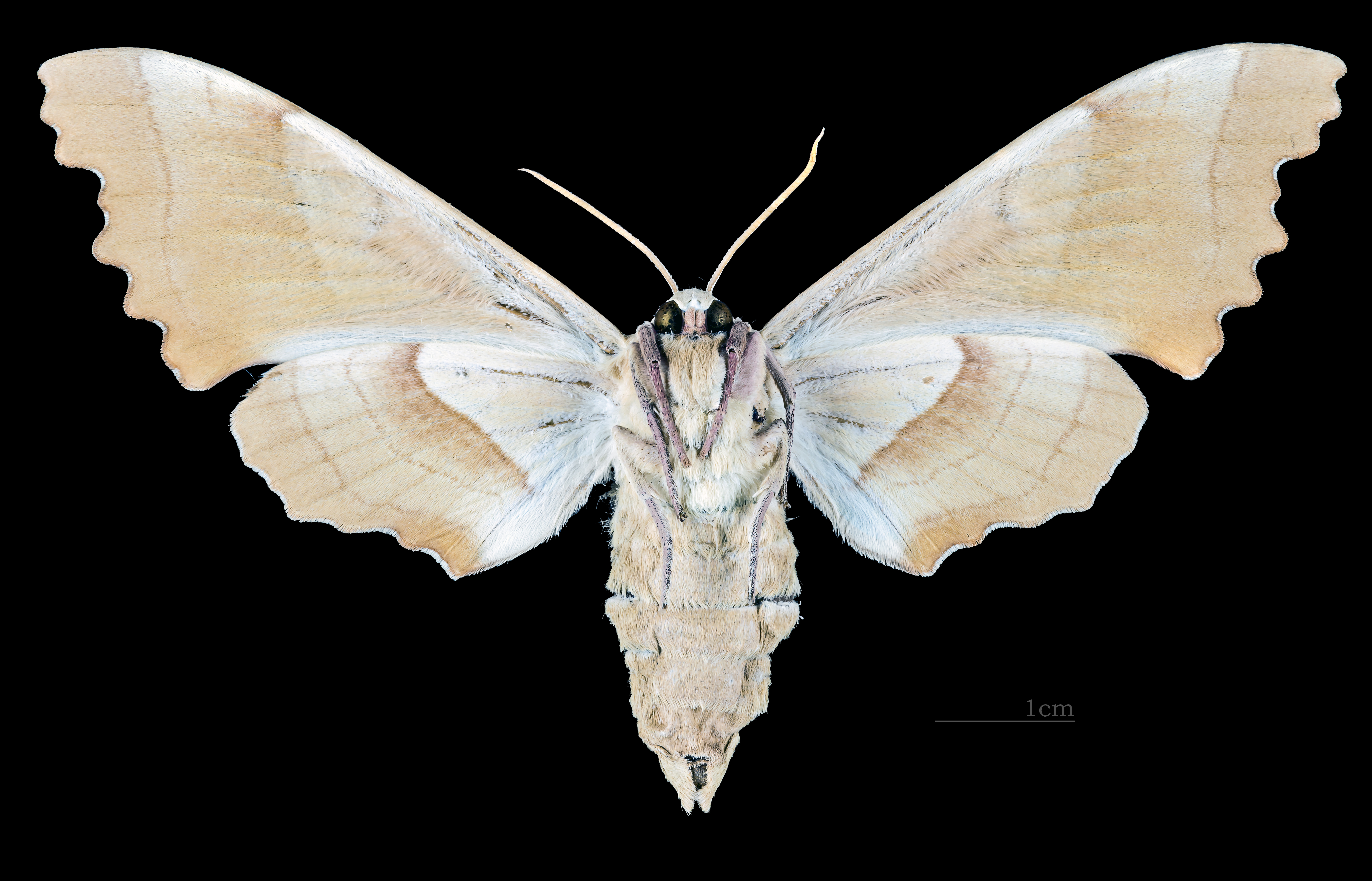
♀ △

## Externe links

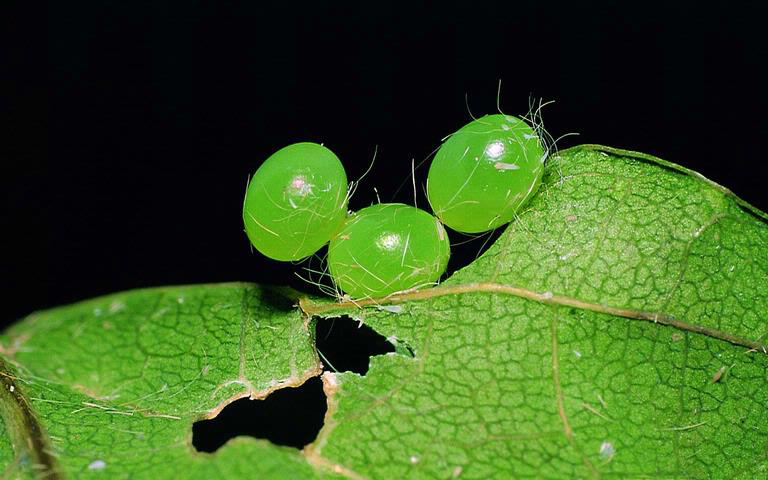
Eitjes